# 2025年臺灣燈會
2025年臺灣燈會是2025年（農曆乙巳年，生肖蛇）在臺灣桃園市舉辦的第36屆臺灣燈會，展覽時間為2025年2月12日至2026年2月23日，於中壢區A18高鐵桃園站、A19桃園體育園區特定區舉辦。

## 外部連結
- 2025台灣燈會在桃園-台灣燈會官網（繁體中文）（英文）（日語）
- 2025台灣燈會 - 桃園觀光導覽網
- 2025台灣燈會 - 交通部觀光署